# Кокиашвили, Гела Георгиевич
Гела Георгиевич Кокиашвили (груз. გელა გიორგის ძე ქოქიაშვილი, род. 9 апреля 1939, Тбилиси) — грузинский оперный и камерный певец (драматический тенор), винодел, писатель, публицист, исследователь и инженер-технолог. Лауреат республиканских конкурсов вокалистов, Заслуженный работник культуры Грузинской ССР (1980), Кавалер ордена Чести Грузии (1999), Член союза писателей, Амагдари (высшее звание хореографов Грузии) культуры Грузии (2019), Почётный гражданин Сигнахи (2019).

## Биография
Отец, Георгий Кокиашвили, был врачом-стоматологом, мать, Анна Турашвили — филологом.
В 1957 году окончил среднюю школу в селе Вакири Сигнахского района; в 1962 технологический факультет Кутаисского сельскохозяйственного института. При институте был организован ансамбль «Швидкаца». В 1970 году окончил вокальный факультет Тбилисской государственной консерватории по классу народного артиста СССР профессора Давида Андгуладзе. Побеждал на различных вокальных конкурсах, в том числе в 1975 году в Москве конкурс итальянской оперы «Ла Скала».
Исполнял теноровые оперные партии — Авессал (Палиашвили «Авессал и Этери»), Малхаз (Палиашвили «Закат»), Арсен (Александр Букиа «Арсен»), Рудольф (Джакомо Пуччини «Богема»), Неморино (Доницетти «Любовный напиток»), молодой цыган (Сергей Рахманинов «Алеко»). В 1982 году выпустил пластинку «Поёт Гела Кокиашвили», с записью 15 грузинских романсов.
На протяжении многих лет был организатором и участником праздника песни «Ваноба», посвящённого Вано Сараджишвили, в городе Сигнахи. Он посвятил певцу очень интересную монографическую книгу под названием «Вано Сараджишвили — легендарный Орфей». Под его непосредственным руководством был восстановлен Дом-музей Вано Сараджишвили в Сигнахи (2019). В том же году Кокиашвили было присвоено звание Почётного гражданина Сигнахи.
Одновременно со своей творческой деятельностью занимал различные должности в пищевой промышленности. Кандидат экономических наук (1989)
Специалист по традициям грузинского застолья, обычаям и связанным с ними историческим и этнографическим вопросам. Был опытным тамадой. Опубликовал книгу под названием «Настольная книга для многих».